# Olivia Colman
Sarah Caroline Coleman (Norwich; 30 de enero de 1974), conocida profesionalmente como Olivia Colman, es una actriz británica. Ganadora, entre otros, de un Óscar, cuatro BAFTA, tres Globo de Oro, un Emmy y dos SAG. Además, Colman fue nombrada Comandante de la Orden del Imperio Británico (CBE) en 2019 por sus servicios a la actuación.
Graduada por la Escuela de Teatro Old Vic de Bristol, su reconocimiento llegó con la comedia de situación de Channel 4, Peep Show (2003-2015). Tras dicho papel, numerosos trabajos de Colman han sido aclamados por el público y la crítica, desde su papel en la serie dramática Broadchurch (2013-2017) como la Sargento Ellie Miller, a sus participaciones en series como: The Night Manager (2016), Fleabag (2016–2019), The Crown (2019–2023), o The Bear (2023–2024).
En cine, su papel como Ana de Gran Bretaña en la película de 2018, La favorita, la consagró como una de las grandes actrices de su generación. También destacan sus papeles en The Father (2020) o The Lost Daughter (2021). Otros papeles remarcables en su carrera incluyen,The Iron Lady (2011), Hyde Park on Hudson (2012), The Lobster (2015), Empire of Light (2022), Wicked Little Letters (2023), o Wonka (2023).

## Primeros años
Sarah Caroline Colman nació en Norwich el 30 de enero de 1974, hija de la enfermera Mary (de soltera, Leakey) y del topógrafo Keith Colman. Recibió una educación privada en Norwich High School for Girls y Gresham's School en Holt, Norfolk. Su primer papel fue Jean Brodie en una producción escolar de The Prime of Miss Jean Brodie a la edad de 16 años. Cita la carrera interrumpida de su madre como bailarina de ballet como una inspiración para dedicarse a la actuación profesional. Colman pasó un trimestre estudiando enseñanza primaria en Homerton College, Cambridge, antes de estudiar teatro en la Escuela de Teatro Bristol Old Vic, donde se graduó en 1999. Durante su tiempo en Cambridge, apareció en la serie The Word de Channel 4 en 1995, bajo su apodo «Colly», debido a su audición para el Club Dramático Footlights de la Universidad de Cambridge y conoció a sus futuros coprotagonistas David Mitchell y Robert Webb.
Colman tuvo que adoptar un nombre artístico diferente cuando comenzó a trabajar profesionalmente, porque en Equity (el sindicato de actores del Reino Unido) ya tenía recogido a una actriz llamada "Sarah Colman". "Una de mis mejores amigas en la universidad se llamaba Olivia y siempre me encantó su nombre", dijo Colman a The Independent en 2013. "Nunca fui Sarah; siempre me llamaban por mi apodo, Colly, así que no parecía tan horrible".

## Trayectoria profesional

### Década de 2000: primeros papeles
Colman hizo su debut como actriz a la edad de 26 años en el programa de comedia de la BBC Two titulado, Bruiser. Además, empezó como regular en los programas de comedia de radio de la emisora, BBC Radio 4 como: Concrete Cow, Think the Unthinkable, The House of Milton Jones o Dirk Gently's Holistic Detective Agency. Aunque resaltó el papel de Minka, una secretaria de policía en el programa de comedia Hut 33, inspirado en la Segunda Guerra Mundial.
Entre 2002 y 2003, Colman apareció para comerciales televisivos de The National Lottery, AA Car Insurance y en Shopping Addict de Danone Actimel.[cita requerida] En 2003, se unió a la comedia, Peep Show de Channel 4 como Sophie. También trabajó el programa de radio, That Mitchell and Webb Sound y su adaptación a serie de televisión ese mismo año.
En 2004, se unió al elenco de la serie Green Wing, donde interpretó, hasta 2006, a Harriet Schulenburg, una empleada de recursos humanos con exceso de trabajo que se encuentra atrapada en un matrimonio infeliz.
En 2005, interpretó a la presentadora Pam Bachelor en la serie Look Around You.[cita requerida] En 2007, apareció en la película Hot Fuzz, donde dio vida a la oficial de la policía Doris Thatcher.[cita requerida] Ese mismo año, apareció en The Time of Your Life, donde interpretó a Amanda, una amiga de la infancia de Kate (Genevieve O'Reilly), joven que despierta después de estar casi 18 años en coma.
En 2008, fue la voz de los comerciales de Andrex TV Adverts. Ese mismo año, se unió al elenco principal de la serie Beautiful People (2008-2009), donde dio vida a la camarera Debbie Doonan, la madre de Simon Doonan (Luke Ward-Wilkinson).
En 2009, apareció como invitada en la serie británica Skins, donde interpretó a Gina Campbell, la madre de Naomi (Lily Loveless). También apareció como invitada en el episodio "Small Mercies" de la serie criminal de ITV, Midsomer Murders, como Bernice.

### Década de 2010: Reconocimiento y expansión
En 2010, se unió al elenco principal de la serie Rev., en la que dio vida a la abogada Alexandra "Alex" Smallbone, la esposa del reverendo Tom Hollander (Tom Hollander), hasta el final de la serie, en 2014.
En 2011, interpretó a la autora y periodista inglesa Carol Thatcher, la hija de Margaret Thatcher (Meryl Streep) y de Denis Thatcher (Jim Broadbent), en la película The Iron Lady. En 2012, se unió al elenco de la película Hyde Park on Hudson, donde dio vida a la reina madre Isabel Bowes-Lyon.

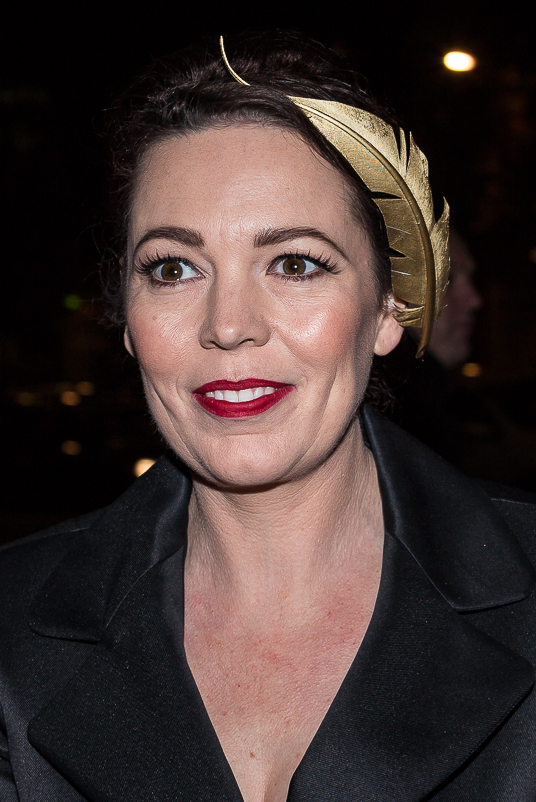
Colman en 2014

En 2013, se unió al elenco principal de la serie Broadchurch, donde interpreta a la detective sargento Ellie Miller. Fue nominada al Premio Emmy Internacional a la mejor actriz y recibió el Premio BAFTA a la mejor actriz por su actuación. Sam Wollaston de The Guardian elogió la actuación de Colman como "brillante". Colman protagonizó (con Vanessa Redgrave) ese año el papel de Margaret Lea en la película para televisión de la BBC, The Thirteenth Tale.
Desde 2014 a 2018, Olivia prestó su voz para el personaje de Marion, una pala de vapor autopropulsado de la serie infantil Thomas the Tank Engine & Friends. En 2015, protagonizó la película distópica de Yorgos Lanthimos, The Lobster, con Rachel Weisz y Colin Farrell. Recibió el Premio BIFA a la mejor actriz de reparto por dicho papel.
En 2016, se unió al elenco principal de la primera temporada de la serie The Night Manager, donde interpreta a la oficial de inteligencia Angela Burr, una agente británica que intenta atrapar al criminal Richard Roper (Hugh Laurie).
Colman fue la encargada de sustituir a Claire Foy en el papel de Isabel II, en la serie The Crown, en su tercera temporada. La actriz recibió por su papel múltiples nominaciones ganando entre las mismas, el Globo de Oro a la mejor actriz en una serie de televisión de drama o el premio del Sindicato de Actores a la mejor actriz en serie de drama. La cuarta temporada se estrenó el pasado 15 de noviembre de 2020. Colman, volvió para el episodio final de la sexta y última temporada, estrenado el 14 de diciembre de 2023.
En 2018, ganó la Copa Volpi (75.ª edición de la Mostra de Venecia) a la mejor actriz, por La favorita. En 2019, recibió tanto el Premio Bafta así como el Óscar a la mejor actriz, por la misma película.

### Década de 2020: actriz consagrada y papeles actuales
En 2020, Colman protagonizó junto a Anthony Hopkins la adaptación cinematográfica de Florian Zeller de su obra de teatro, The Father. La película se estrenó con gran éxito de crítica en el Festival de Cine de Sundance y Sony Pictures Classics la eligió para su distribución. La película comenzó con un lanzamiento limitado el 26 de febrero de 2021, después de que originalmente estaba programado para estrenarse el 18 de diciembre de 2020. Hopkins y Colman recibieron elogios generalizados por sus actuaciones, al igual que la película en sí por su descripción precisa de la demencia. La película recibió seis nominaciones a los Premios Óscar, incluida la de Mejor Película, mientras que Colman fue nominada al premio de mejor actriz de reparto.

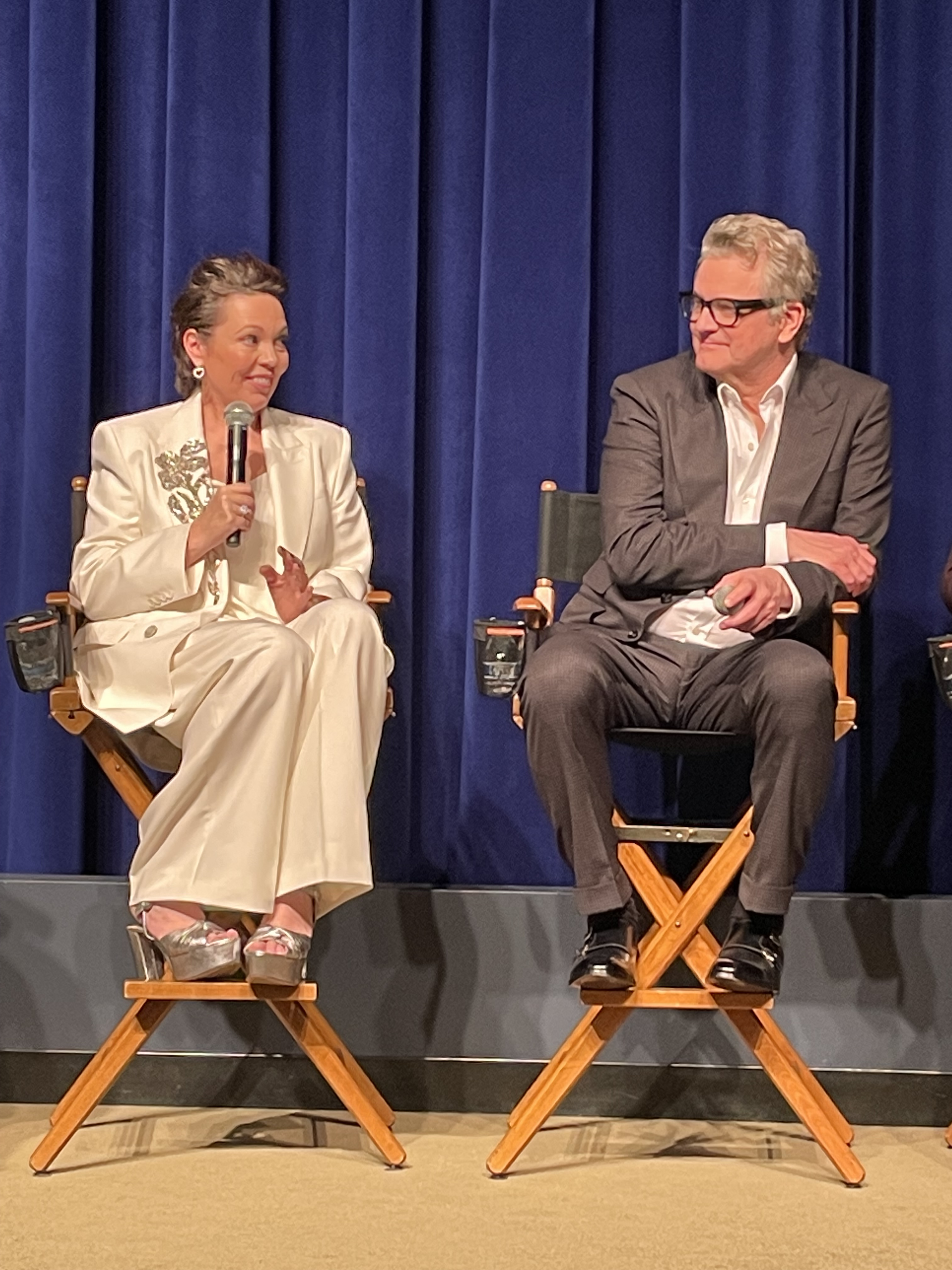
Colman y Colin Firth en 2022

En 2021, Colman tuvo papeles en las películas dramáticas, The Lost Daughter  Mothering Sunday y La vida electrizante de Louis Wain, y en las películas animadas de ciencia ficción The Mitchells vs. the Machines y Ron's Gone Wrong. En abril de 2021, Colman se unió al elenco de la serie limitada Secret Invasion de Disney+, ambientada en el Universo cinematográfico de Marvel. Colman interpretó a la agente del M16 Sonya Falsworth, siendo estrenada en 2023.También fue productora ejecutiva y protagonizó junto a David Thewlis, la serie limitada  de HBO Landscapers, estrenada en diciembre de 2021 y creada por su esposo Ed Sinclair.
En 2022, participa en la serie juvenil de Netflix, Heartstopper, donde interpreta el papel de la madre de uno de los protagonistas, Nick Nelson. En ese mismo año puso voz a Mamá osa en la secuela del El Gato con Botas: el último deseo junto con Antonio Banderas , Salma Hayek , Florence Pugh y Ray Winstone. En 2023, compartió reparto en la película de Wonka junto a Timothée Chalamet, Sally Hawkins, Keegan-Michael Key, Rowan Atkinson y Hugh Grant. También protagonizó y produjo la película de comedia de misterio Wicked Little Letters (2023).
Ese mismo año, apareció en la miniserie de FX / BBC Great Expectations, como Miss Havisham, basada en la novela de Charles Dickens. Además, fue anunciada su participación en la tercera entrega del Oso Paddington junto con Emily Mortimer, Antonio Banderas, Julie Walters, Hugh Bonneville y Jim Broadbent.Paddington en Perú tiene previsto su estreno a finales de 2024. 
En 2024, fue anunciado su participación en la próxima película de la directora australiana Sophie Hyde, Jimpa, coprotagonizada junto a John Lithgow.

## Vida personal
Olivia está casada con el escritor Ed Sinclair, con quien dio la bienvenida a su primer hijo, Finn Sinclair, en 2005, y a su segundo hijo, Hall Sinclair, en 2007. En febrero de 2015, la pareja anunció que estaban esperando a su tercer bebé. En agosto del 2015, la pareja le dio la bienvenida a su primera hija.
Desde 2013, ha sido juez en el panel del Festival de Cine de Norwich.

## Activismo y filantropía

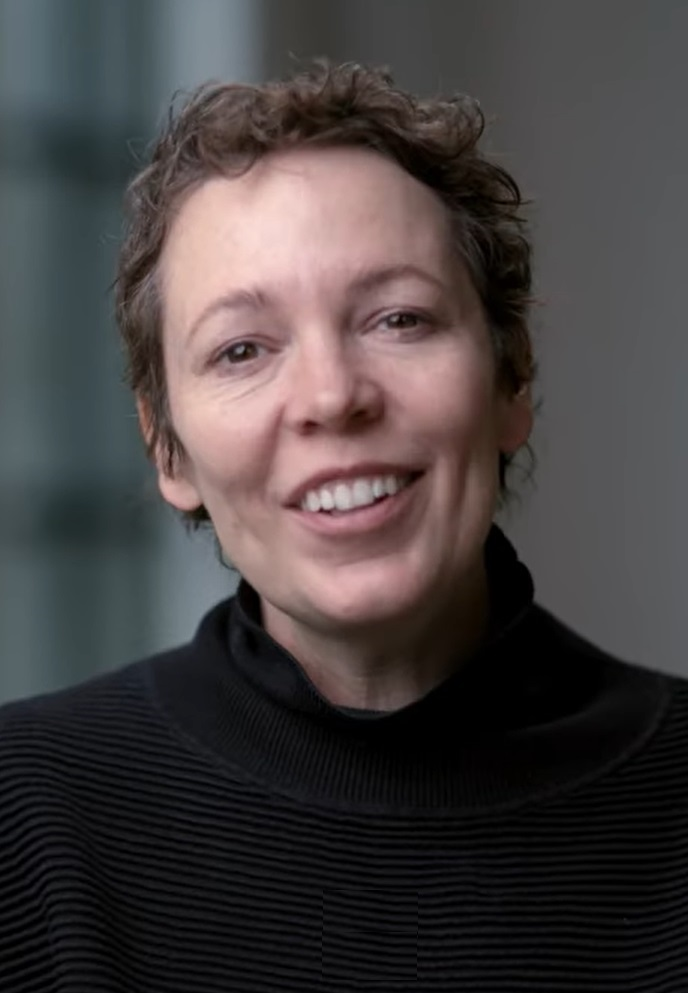
Colman en 2024

En agosto de 2014, Colman fue una de las 200 figuras públicas que firmaron una carta a The Guardian oponiéndose a la independencia de Escocia en el período previo al referéndum de septiembre de 2014. En el mismo año, Colman participó en un documental de la BBC Radio sobre la difícil situación de las mujeres en Afganistán para Amnistía Internacional en Reino Unido. Varias mujeres que contaron sus historias a la periodista Lyse Doucet no pudieron presentarse porque sus vidas podrían haber estado en riesgo; Colman leyó sus historias como parte del documental y dijo que el Reino Unido no debe abandonar a las mujeres afganas en manos de los talibanes.
Desde 2015 es embajadora de UNICEF de Reino Unido y en 2020, se convirtió en su presidenta. En noviembre de 2020 firmó una carta abierta condenando la violencia y discriminación contra las personas transexuales.

## Filmografía

### Cine
| † | Película que aún no se ha estrenado |

| Año  | Título                             | Personaje                 | Notas |
| ---- | ---------------------------------- | ------------------------- | --- |
| 2025 | Jimpa †                            | Hannah                    | Posproducción |
| 2025 | The Roses †                        | Ivy Rose                  | Posproducción |
| 2024 | Paddington in Peru                 | Clarissa Cabot            | junto a Julie Walters, Ben Whishaw, Hugh Bonneville, Emily Mortimer y Antonio Banderas                                     |
| 2023 | Wicked Little Letters              | Edith Swan                | junto a Jessie Buckley, Anjana Vasan, Timothy Spall, Gemma Jones y Eileen Atkins                                           |
| 2023 | Wonka                              | Mrs. Scrubbit             | junto a Timothée Chalamet, Keegan-Michael Key, Sally Hawkins, Hugh Grant, Jim Carter y Rowan Atkinson                      |
| 2022 | Empire of Light                    | Hilary Small              | junto a Micheal Ward, Colin Firth, Toby Jones, Tom Brooke y Tanya Moodie                                                   |
| 2022 | El Gato con Botas: El último deseo | Mamá Osa (voz)            | junto a Antonio Banderas, Salma Hayek, Florence Pugh, Harvey Guillén, John Mulaney y Wagner Moura                          |
| 2022 | Scrooge: A Christmas Carol         | Fantasma del pasado (voz) | junto a Jessie Buckley, Luke Evans, Johnny Flynn, Jonathan Pryce y James Cosmo                                             |
| 2022 | Joyride                            | Joy                       | junto a Charlie Reid, Lochlann Ó Mearáin, Rory O'Connor y Evan Doody                                                       |
| 2021 | La hija oscura                     | Leda                      | junto a Dakota Johnson, Peter Sarsgaard, Oliver Jackson-Cohen, Paul Mescal, Ed Harris, Dagmara Domińczyk y Alba Rohrwacher |
| 2021 | Mothering Sunday                   | Sra. Clarrie Niven        | junto a Odessa Young, Josh O'Connor, Colin Firth, Sope Dirisu, Patsy Ferran, Emma D'Arcy, Simon Shepherd y Caroline Harker |
| 2021 | Ron's Gone Wrong                   | Donka (voz)               | junto a Zach Galifianakis, Jack Dylan Grazer, Ed Helms, Justice Smith y Rob Delaney                                        |
| 2021 | The Mitchells vs. the Machines     | PAL (voz)                 | junto a Abbi Jacobson, Danny McBride, Maya Rudolph, Eric Andre y Blake Griffin                                             |
| 2021 | La vida electrizante de Louis Wain | Narradora                 | junto a Benedict Cumberbatch, Claire Foy, Andrea Riseborough y Toby Jones                                                  |
| 2020 | The Father                         | Anne                      | junto a Anthony Hopkins, Mark Gatiss, Imogen Poots, Olivia Williams y Rufus Sewell                                         |
| 2019 | Them That Follow                   | Hope                      | junto a Kaitlyn Dever, Walton Goggins, Alice Englert, Jim Gaffigan, Lewis Pullman, Thomas Mann y Katherine DeBoer          |
| 2018 | La favorita                        | Ana de Gran Bretaña       | junto a Emma Stone, Rachel Weisz, Nicholas Hoult, Joe Alwyn y Mark Gatiss                                                  |
| 2017 | Asesinato en el Orient Express     | Hildegarde Schmidt        | junto a Penélope Cruz, Johnny Depp, Daisy Ridley y Michelle Pfeiffer                                                       |
| 2015 | The Lobster                        | Gerente del Hotel         | junto a Colin Farrell, Rachel Weisz, Léa Seydoux, Ben Whishaw, Ashley Jensen y Ariane Labed                                |
| 2015 | London Road                        | Julie                     | junto a Anita Dobson, Tom Hardy, Claire Moore, Kate Fleetwood y Clare Burt                                                 |
| 2014 | Cuban Fury                         | Sam Garrett               | junto a Nick Frost, Rashida Jones, Chris O'Dowd, Ian McShane y Wendi McLendon-Covey                                        |
| 2013 | The Thirteenth Tale                | Margaret Lea              | junto a Vanessa Redgrave, Emily Beecham, Alexandra Roach y Steven Mackintosh                                               |
| 2013 | Locke                              | Bethan                    | junto a Tom Hardy, Ben Daniels, Ruth Wilson, Andrew Scott y Tom Holland                                                    |
| 2013 | The Suspicions of Mr Whicher...    | Susan Spencer             | junto a Paddy Considine, William Beck y Shaun Dingwall                                                                     |
| 2013 | I Give It a Year                   | Linda                     | junto a Rose Byrne, Rafe Spall, Anna Faris, Simon Baker, Stephen Merchant, Minnie Driver y Jason Flemyng                   |
| 2012 | Hyde Park on Hudson                | Reina Elizabeth           | junto a Bill Murray, Laura Linney, Samuel West, Elizabeth Marvel, Olivia Williams y Elizabeth Wilson                       |
| 2011 | Tyrannosaur                        | Hannah                    | junto a Peter Mullan, Eddie Marsan, Paul Popplewell, Samuel Bottomley y Ned Dennehy                                        |
| 2011 | The Iron Lady                      | Carol Thatcher            | junto a Meryl Streep, Iain Glen, Jim Broadbent, Harry Lloyd, Anthony Head, Roger Allam y Ronald Reagan                     |
| 2010 | Karigurashi no Arriety             | Homily                    | junto a Saoirse Ronan, Tom Holland, Mark Strong, James Mansen, Geraldine McEwan y Phyllida Law                             |
| 2009 | Le Donk & Scor-zay-zee             | Olivia                    | junto a Paddy Considine, Dean Palinczuk, Richard Graham, Seamus O'Neill y Shane Meadows                                    |
| 2007 | Hot Fuzz                           | Doris Thatcher            | junto a Simon Pegg, Nick Frost, Jim Broadbent, Paddy Considine y Rafe Spall                                                |
| 2007 | I Could Never Be Your Woman        | Peluquera                 | junto a Michelle Pfeiffer, Paul Rudd, Saoirse Ronan, Tracey Ullman y Stacey Dash                                           |
| 2006 | Confetti                           | Joanna                    | junto a Martin Freeman, Jessica Hynes, Stephen Mangan, Meredith MacNeill, Robert Webb y Vincent Franklin                   |
| 2005 | Buried Alive                       | -                         | junto a Ewan Bailey, Mitch Benn, Beth Chalmers, Dan Tetsell, Hugh Dennis, Neil Edmond y Justin Edwards                     |
| 2004 | Terkel i knibe                     | Madre de Terkel           | junto a Toby Stephens, Bill Bailey y Helena Roman                                                                          |

### Televisión
| Año               | Título                           | Personaje                 | Notas                                                               |
| ----------------- | -------------------------------- | ------------------------- | ------------------------------------------------------------------- |
| 2023 - 2024       | The Bear                         | Chef Terry                | 3 episodios                                                         |
| 2023              | Secret Invasion                  | Sonya Falsworth           | 6 episodios                                                         |
| 2023              | Great Expectations               | Miss Havisham             | Miniserie                                                           |
| 2022 - 2023       | Heartstopper                     | Sarah Nelson              | 6 episodios                                                         |
| 2021              | Landscapers                      | Susan Edwards             | 4 episodios                                                         |
| 2020              | Los Simpsons                     | Lily (voz)                | episodio: "The 7 Beer Itch"                                         |
| 2019 - 2020, 2023 | The Crown                        | Isabel II del Reino Unido | 21 episodios                                                        |
| 2019              | Les Misérables                   | Señora Rosalie Thénardier | 4 episodios - miniserie                                             |
| 2018              | Watership Down                   | Strawberry                | 3 episodios - miniserie                                             |
| 2016 - 2019       | Fleabag                          | Madrastra                 | 8 episodios                                                         |
| 2016              |                                  |                           |                                                                     |
| Flowers           | Deborah Flowers                  | 6 episodios               |                                                                     |
| The Night Manager | Angela Burr                      | 6 episodios - miniserie   |                                                                     |
| Drunk History: UK | Ethel Le Neve                    | episodio # 2.7            |                                                                     |
| 2015              | Film School Shorts               | Sarah                     | episodio "Final Ascent                                              |
| 2014 - 2018       | Thomas the Tank Engine & Friends | Marion                    | 6 episodios                                                         |
| 2014              | The Secrets                      | Pippa                     | episodio "The Dilemma" - miniserie                                  |
| 2014              | Mr. Sloane                       | Janet Sloane              | 6 episodios                                                         |
| 2014              | W1A                              | Sally Owen                | episodio # 1.4                                                      |
| 2014              | This Is Jinsy                    | Joan Jenkins              | episodio "The Golden Woggle"                                        |
| 2013 - 2017       | Broadchurch                      | Ellie Miller              | 24 episodios                                                        |
| 2013              | Run                              | Carol                     | 2 episodios - miniserie                                             |
| 2012              | Accused                          | Sue Brown                 | episodio "Mo and Sue's Story"                                       |
| 2011 - 2012       | Twenty Twelve                    | Sally Owen                | 10 episodios                                                        |
| 2011              | BBC Nought                       | Anunciadora               | episodio "The Apprentice: The Selection Process for the Apprentice" |
| 2011              | Exile                            | Nancy Ronstadt            | 3 episodios - miniserie                                             |
| 2010 - 2014       | Rev.                             | Alex Smallbone            | 19 episodios                                                        |
| 2010              | Doctor Who                       | Madre                     | episodio "The Eleventh Hour"                                        |
| 2008 - 2009       | Beautiful People                 | Debbie Doonan             | 12 episodios                                                        |
| 2009              | Mister Eleven                    | Beth                      | 2 episodios - miniserie                                             |
| 2009              | Midsomer Murders                 | Bernice                   | episodio "Small Mercies"                                            |
| 2009              | Skins                            | Gina Campbell             | episodio "Naomi"                                                    |
| 2006, 2008        | That Mitchell and Webb Look      | Varios Personajes         | 13 episodios                                                        |
| 2008              | Love Soup                        | Penny                     | episodio "Integrated Logistics"                                     |
| 2007              | The Time of Your Life            | Amanda                    | 6 episodios                                                         |
| 2004 - 2006       | Green Wing                       | Harriet Schulenburg       | 18 episodios                                                        |
| 2005              | ShakespeaRe-Told                 | Ursula                    | episodio "Much Ado About Nothing" - miinserie                       |
| 2005              | Murder in Suburbia               | Ellie                     | episodio "Golden Oldies"                                            |
| 2005              | The Robinsons                    | Connie                    | episodio # 1.3                                                      |
| 2005              | Help                             | -                         | episodio # 1.6                                                      |
| 2005              | Look Around You                  | Pam Bachelor              | 6 episodios                                                         |
| 2004              | Coming Up                        | Recepcionista             | episodio "The Baader Meinhoff Gang Show"                            |
| 2004              | NY-LON                           | Lucy                      | episodio "Something About Family" - miniserie                       |
| 2004              | Swiss Toni                       | Linda Byron               | episodio "Troubleshooter"                                           |
| 2004              | Black Books                      | Tanya                     | episodio "Elephants and Hens"                                       |
| 2003 - 2015       | Peep Show                        | Sophie Chapman            | 33 episodios                                                        |
| 2003              | Eyes Down                        | Mandy Foster              | episodio "Stars in Their Eyes"                                      |
| 2003              | Gash                             | Varios Personajes         | 3 episodios                                                         |
| 2002              | The Office                       | Helena                    | episodio "Interview"                                                |
| 2002              | Holby City                       | Kim Prebble               | episodio "New Hearts, Old Scores"                                   |
| 2002              | Rescue Me                        | Paula                     | episodio # 1.4                                                      |
| 2001              | Comedy Lab                       | Linda                     | episodio "Daydream Believers: Brand New Beamer"                     |
| 2001              | Mr Charity                       | Madre Asustada            | episodio "Nice to Feed You"                                         |
| 2001              | Life as We Know It               | Penny                     | episodio "The Interview"                                            |
| 2001              | People Like Us                   | -                         | episodio "The Vicar"                                                |
| 2000              | Bruiser                          | Varios Personajes         | 6 episodios                                                         |

| Año        | Título                                   | Notas                                      |
| ---------- | ---------------------------------------- | ------------------------------------------ |
| 2020       | Becoming You                             | 6 episodios - narradora                    |
| 2018       | Flatpack Empire                          | 3 episodios - narradora                    |
| 2018       | Natural World                            | Episodio:"The Super Squirrels" - narradora |
| 2015       | David Attenborough Meets President Obama | narradora                                  |
| 2014       | Big Ballet                               | 3 episodios - narradora                    |
| 2014       | The Great War: The People's Story        | 4 episodios - miniserie - narradora        |
| 2012-14    | The Hoarder Next Door                    | 5 episodios - narradora                    |
| 2013       | The Intern                               | 6 episodios - narradora                    |
| 2006, 2012 | Britain's Funniest Comedy Characters     | narradora                                  |
| 2011       | Most Shocking Talent Show Moments        | narradora                                  |

### Apariciones
| Año  | Programa                            | Notas                                  |
| ---- | ----------------------------------- | -------------------------------------- |
| 2015 | Bring the Noise                     | panelista invitada                     |
| 2015 | Ant & Dec's Saturday Night Takeaway | episodio # 12.7 - anunciadora invitada |
| 2014 | Duck Quacks Don't Echo              | panelista                              |

### Radio
| Año  | Título                          | Personaje         | Notas       |
| ---- | ------------------------------- | ----------------- | ----------- |
| 2001 | The Mitchell and Webb Situation | Varios Personajes | 5 episodios |
| -    | Fabulous                        | -                 | -           |
| -    | Hut 33                          | Minka             | -           |
| -    | Holistic Agency                 | Janice Pearce     | -           |

### Teatro
| Año  | Obra                          | Personaje         | Director          | Teatro              | Notas                                                           |
| ---- | ----------------------------- | ----------------- | ----------------- | ------------------- | --------------------------------------------------------------- |
| 2012 | Hay Fever                     | Myra Arundel      | Howard Davies     | Noel Coward Theatre | junto a Lindsay Duncan, Kevin R. McNally y Freddie Fox          |
| 2000 | Long Day's Journey into Night | Cathleen          | Robin Phillips    | Lyric Theatre       | junto a Jessica Lange, Charles Dance, Paul Rudd y Paul Nicholls |
| -    | Western Front                 | Jessica Dromgoole | -                 | -                   | -                                                               |
| -    | Stags & Hens                  | Maureen           | Andrew Normington | -                   | -                                                               |
| -    | The Miser                     | Frosine/Elise     | Robert Thorougood | -                   | -                                                               |
| -    | Norman Conquests              | Annie             | Debbie O'Malley   | -                   | -                                                               |
| -    | The Threesome                 | -                 | Gordon Anderson   | -                   | -                                                               |
| -    | England People Very Nice      | -                 | Nicolas Hytner    | National Theatre    | -                                                               |

## Premios y nominaciones
Colman ha recibido varios premios a lo largo de su carrera, incluido un Premio Óscar, tres premios de la Televisión de la Academia Británica, un premio de Cine de la Academia Británica, cuatro Premios de Cine Independiente Británico, tres Premios Globo de Oro,  cinco Premios Satellite, dos Premios del Sindicato de Actores, un premio Primetime Emmy, una Copa Volpi y una beca BFI.